# Sour Lake
Sour Lake är en ort i Hardin County i östra Texas i USA. Sour Lake bildades på 1830-talet.